# Conus namocanus
Conus namocanus é uma espécie de gastrópode do gênero Conus, pertencente a família Conidae.